# Caracola
Le Caracola, conosciute anche come Sheelah, erano un girl group svedese attivo fra il 2005 e il 2011 e formato da Emelie Rosén, Emma Lewin e Frida Karlsson, quest'ultima sostituita da Sara Larsson dal 2009.

## Carriera
Le Caracola hanno iniziato ad esibirsi insieme come coriste all'inizio del 2005, durante l'edizione annuale del Melodifestivalen. Hanno continuato a fare apparizioni nel corso di vari festival estivi in Svezia, fino alla pubblicazione del loro singolo di debutto, Överallt, all'inizio del 2006, che ha raggiunto l'8ª posizione della classifica svedese. Il singolo successivo, Sommarnatt, ha raggiunto il 3º posto l'estate successiva, il miglior piazzamento della carriera delle Caracola. Entrambi i brani sono inclusi nell'album di debutto eponimo del trio, che ha prodotto un terzo singolo, Glömmer bort mig, classificatosi 5º nella Sverigetopplistan. Il gruppo ha continuato a trovare successo nel corso del 2007 con un altro singolo in top five, Mango Nights, che ha preceduto il loro secondo album Love Alive.
All'inizio del 2008 le Caracola hanno partecipato al Melodifestivalen con il loro pezzo Smiling in Love. Pur non essendosi qualificate per la finale, hanno comunque ottenuto un buon successo commerciale, piazzando il singolo al 7º posto in classifica e pubblicando a breve il terzo album This Is Caracola.
A gennaio 2019 Frida Karlsson ha lasciato il trio; Sara Larsson l'ha presto sostituita, affiancandosi alle fondatrici Emilie Rosén ed Emma Lewin fino alla primavera del 2010. A settembre 2009 il gruppo ha dovuto cambiare nome in Sheelah per motivi di copyright.
Anche se il gruppo con parte della sua formazione originale ha cessato di esistere nel 2011, fra gennaio e aprile 2014 un nuovo trio chiamato Caracola e formato da Vendela Hollström, Ebba Knutsson e Sannah Johansson ha realizzato una tournée che ha toccato varie città della Svezia, in occasione della quale ha cantato i successi delle Caracola originali.

## Discografia

### Album in studio
- 2006 – Caracola
- 2007 – Love Alive
- 2008 – This Is Caracola

### Singoli
- 2006 – Överallt
- 2006 – Sommarnatt
- 2006 – Glömmer bort mig
- 2007 – Mango Nights
- 2007 – My Baby Blue
- 2008 – Smiling in Love
- 2008 – Vamos, vamos
- 2010 – Psycho (come Sheelah)
- 2011 – The Last Time (come Sheelah)